# 郴州 (古代)
郴州，隋朝时设置的州。
开皇九年（589年）置，治所在郴县（元朝时改郴阳县，今湖南省郴州市）。因郴县得名。辖境相当今湖南省永兴县以南的耒水流域和蓝山、嘉禾、临武、宜章等县地。五代马楚以后西部地区分置桂阳监，辖境缩小，宋时仅有今永兴县以南的耒水流域（其支流西河上游除外）和宜章县地，属荆湖南路。元朝升为郴州路，明朝洪武元年（1368年）改为郴州府，九年（1376年）又改为郴州直隶州，以州治郴阳县省入，属湖广省。清属湖南省。1913年废州改为郴县。
| 唐朝郴州辖县 | 唐朝郴州辖县                                                                                           |
| ------------ | --- |
| 618年        | 郴县、晋兴县、卢阳县、临武县、义章县、平阳县                                                           |
| 624年        | 郴县、晋兴县、卢阳县、临武县（废除义章县、平阳县）                                                     |
| 625年        | 郴县、晋兴县、卢阳县、临武县（重设义章县、平阳县）                                                     |
| 625年        | 郴县、卢阳县、临武县、义章县、平阳县（废除晋兴县）                                                     |
| 671年        | 郴县、卢阳县、临武县、义章县、平阳县（增南平县）                                                       |
| 672年        | 郴县、卢阳县、临武县、义章县、平阳县、南平县（增资兴县）                                               |
| 692年        | 郴县、卢阳县、临武县（改名隆武县、义章县、平阳县、南平县、资兴县（增高平县）                           |
| 705年        | 郴县、卢阳县、隆武县（改名临武县）、义章县、平阳县、南平县、资兴县、高平县                             |
| 725年        | 郴县、卢阳县、临武县、义章县、平阳县、南平县、资兴县、高平县（增安陵县）                               |
| 735年        | 郴县、卢阳县、临武县、义章县、平阳县、南平县、资兴县、安陵县（废除高平县）                             |
| 742年        | 郴县、卢阳县（改名义昌县）、临武县、义章县、平阳县、南平县（改名蓝山县）、安陵县（改名高亭县）、资兴县 |
| 904年        | 郴县、义昌县、临武县、义章县、平阳县（改为桂阳监）、蓝山县、高亭县、资兴县                             |

唐朝郴州刺史
- 颜师古（贞观前期，未任）
- 梁某（贞观年间）
- 萧坦（唐高宗初）
- 李处一（武周时）
- 武平一（唐睿宗时）
- 刘幽求（715年，未任）
- 王琚（717年—718年）
- 赵珵（724年）
- 孙会（741年）
- 桂阳郡太守
- 郑炅之（广德年间）
- 崔伟（770年）
- 杨仲敏（大历年间）
- 苏汤（大历年间）
- 裴友悌（大历年间）
- 张翃（777年—778年）
- 李纵（大历末年）
- 魏循（建中年间）
- 崔儆（建中末年—贞元初年）
- 严士元（贞元初年）
- 穆赞（790年）
- 殷永（793年）
- 李吉甫（802年—803年）
- 李伯康（803年—805年）
- 梁褒先（807年）
- 崔侠（810年—811年）
- 杨於陵（816年—817年）
- 陈谏（820年）
- 韩泰（821年—824年）
- 张师质（唐文宗时）
- 柳璟（会昌年间）
- 李珏（845年）
- 王某（大中初年）
- 羊某（869年）
- 严祁（872年）
- 郑畋（乾符初年）
- 柳泰（乾符年间）
- 董岳（879年）
- 陈彦谦（879年—899年）
- 李存信